# الزرقاء (قرية)
قرية الزرقاء إحدى قرى مدينة الباحة الواقعة جنوب غربي المملكة العربية السعودية، وأول قرية تصادف المتجه من مركز البلد شمالا، وتتبع قبيلة بني عبدِ الله.

## الأحياء
تنقسم القرية إلى أحد عشر حياً رئيساً، على النحو التالي: القرون، سهيل، قرن جرادة، ساحة البياشية، الدواحية، بيت الصفا، ساحة الوادي، ساحة الهنادسة، ساحة العويف، قريط وساحة الحمامة.

## السكان
يقدر عدد سكان القرية بألف ومئتي نسمة، وعدد كبير منهم تتوزع إقامته بين القرية ومناطق أخرى بسبب العمل أو الدراسة.

## مشاهير القرية
القاضي ساعد الفقيه: ولد بقرية الزرقاء حوالي عام 1285هـ (1868م). سافر إلى مدينة المراوعة في اليمن لطلب العلم، ودرس بها على المذهب الشافعي، وتتلمذ على يد شيخه العلامة/ محمد بن عبد الرحمن بن حسن الأهدل وحصل منه على إجازة فقهية مؤرخة في غرة شهر صفر سنة 1319هـ وقد بقى في اليمن إثنى عشر عاماً. بعد عودته لقريته؛ بدأ في تعليم الناس وفي الفتوى والدعوة إلى الله عن طريق الأسواق الأسبوعية وعمل اماماً لجامع الضفير وافتتح كتاباً في المسجد. تفرغ في الخمسينات الهجرية للفتيا وكتابة الوثائق. عرض عليه القضاء مع بداية الحكم السعودي بمنطقة الباحة؛ فعف عنه ولم يوافق، وكان قضاة الضفير بعد عام 1353هـ يستعينون به في حل بعض المشكلات الإرثية والنزاعات الزوجية وغيرها. وكان يعرف عند الناس بـ (ساعد القاضي). امتلك مكتبة تحتوي على كتب في المذهب الشافعي، طبعت بمصر عام 1305 هـ. ولا زال حفيده «سعد بن يعن الله» يحتفظ بجزء كبير منها؛ إضافة إلى أصل إجازة الشيخ الأهدل. توفى في 21 رمضان سنة 1375هـ (1956م) عن عمر يناهز ثمانية وثمانين عاماً.
الشاعر الزرقوي: هو عبد الله بن صالح (المشهور) بالزرقوي، له قصائد شعبية كثيرة ولم ينشر منها إلا القليل في كتب متفرقة، كان الزرقوي من أبرز شعراء المنطقة في عصره. وقد توفي عام 1970م تقريباً.
هزاع بن عيد بن مبارك: لُقِّب بـ «هلّال» حيث اكتسب هذه الكنية أو اللقب من خلال ترحاله من منطقة الباحة إلى الطائف عبر وسيلة نقله الوحيدة وهي (الإبل) حيث أنه كان يَشُدُ رحاله في الغالب في غرة الشهر عندما يكون القمر هِلٓالاً وذلك لشدة معرفته التامه بالطريق اللذي كان يسلكه. وفي هذه لم يسبقه بها رحال لأن الرحالة في الغالب وفي القِدَم كانوا يشدون رحالهم في منتصف الشهر الهجري عندما يكون القمر بدراً لكي يساعدهم نور البدر في السير ليلاً. وهو أول رجل بريد في جنوب الحجاز (السراة). توفي عام 1960 م تقريباً. ولديه من الأبناء: «سعيد» وهو من أوائل كُتاب العدل في الباحة. و «عيد»؛ وهو معلم ورجل علم ودين حيث كان واسع المعرفة بالعلوم الدينة والعربية وذو خُلُقٍ حسن. توفي الابنان في فترة تتراوح ما بين 1990 و 1995 م.